# 江苏农林职业技术学院
江苏农林职业技术学院，是位于江苏省镇江市的一所公办普通专科高校，隶属江苏省农林厅。
学校拥有校本部、江苏农博园（江苏农林科技示范园）和江苏茶博园三个分区。

## 历史
- 1923年，美国人在华开办教会职业学校——中华三育研究社。
- 1934年，国民将领张治中首先提议建句容空军基地（英语） 在当场地拱卫南京。
- 1946年，南京政府开办江阴农校。
- 1951年，中华三育研究社和江阴农校合并为江苏省句容农业学校。
- 随后，上海高行农校、江苏省南通农校、江苏省淮阴农校的畜牧兽医专业并入。
- 1969年，学校停办。
- 1975年，开办“五·七”农业大学。
- 1981年，恢复江苏省句容农业学校。
- 2001年8月，更名江苏省农林学校。
- 2002年6月，成立江苏农林职业技术学院。

## 专业设置
- 风景园林学院
- 农学园艺学院
- 畜牧兽医学院
- 茶与食品科技学院
- 机电工程学院
- 信息工程学院
- 经济与人文学院